# 七圈動畫
七圈動畫（英語：Circle Seven Animation）是一間已關閉的華特迪士尼動畫工作室部門，專門從事電腦合成影像動畫，最初計劃製作迪士尼旗下的皮克斯动画工作室電影的續集，這一計劃使得競爭對手和動畫師嘲諷性地給這個部門取了個外號——「Pixaren't」。該工作室在其存在期間並未發布任何電影，也沒有任何劇本被皮克斯採用。
該部門的名稱來自其工作室所在地：位於加利福尼亞州格倫代爾的七圈駕駛街（Circle Seven Drive），這裡同時也是KABC-TV的所在地。由於华特迪士尼公司於2006年1月收購了皮克斯，該年5月26日，迪士尼關閉了七圈動畫，並將多數員工轉移到華特迪士尼動畫工作室。隨著七圈動畫的關閉，計劃中的皮克斯續集（包括《怪獸電力公司2》、《海底總動員2》和七圈動畫版的《玩具總動員3》）也都被取消。

## 背景
1990年代，皮克斯和迪士尼最初有一項七部電影的發行協議，該協議使迪士尼完全擁有皮克斯的長片和角色的版權，包括《玩具總動員》至《汽車總動員》在內的電影，並享有製作續集的權利。隨著1999年底《玩具總動員2》的成功，當時的迪士尼首席執行官邁克爾·艾斯納和當時皮克斯的擁有者史蒂夫·乔布斯在如何經營皮克斯及持續合作關係的條款上產生分歧。艾斯納聲稱《玩具總動員2》作為續集，並不算作協議中的「原創」電影，然而賈伯斯並不同意這一說法。
2004年1月，經過十個月的談判，賈伯斯宣布皮克斯將不會與迪士尼續約，並從2006年起尋找其他發行商來發行其影片。賈布斯希望皮克斯能夠獲得大部分電影收入（只給迪士尼10%的發行費），並擁有從《汽車總動員》之後，皮克斯所創作的任何未來電影和角色的完全所有權。艾斯納認為這些條件無法接受。皮克斯的執行製片人约翰·拉塞特對迪士尼與皮克斯關係的破裂感到沮喪，擔心迪士尼會對皮克斯所創造的角色做出什麼樣的處理。
當拉塞特在皮克斯的800名員工面前宣布這一情況時，據稱他流著淚說：「就像你有這些親愛的孩子，你必須把他們交給被判刑的兒童性侵者來領養。」

## 成立及倒閉
2004年3月，迪士尼成立了七圈動畫，該動畫部門將作為CGI動畫工作室創作迪士尼所擁有的皮克斯作品的續集，並在隨後不久開始招聘員工。這個工作室被視為皮克斯和迪士尼內部的談判籌碼，也被艾斯納作為一個備用計劃，以防談判破裂。該工作室所參與的項目包括《玩具總動員3》的早期草稿、《怪獸電力公司2：失落的恐懼樂園》以及《海底總動員2》的草稿。
2005年，鲍勃·艾格接替艾斯納成為迪士尼的新任首席執行官。在那年秋季，艾格在香港迪士尼樂園觀看遊行時，深刻感受到迪士尼需要皮克斯，因為所有遊行中的角色多數來自皮克斯的電影。2006年1月24日，艾格與賈伯斯達成協議，迪士尼以74億美元收購皮克斯，並讓皮克斯的領導層接管迪士尼的動畫部門。根據這項新協議，皮克斯將製作《玩具總動員3》，並使用全新的劇本；導演安德鲁·斯坦顿表示，皮克斯故意避免參考七圈動畫的劇本。
2006年5月26日，迪士尼關閉了七圈動畫，並將該工作室168名員工中的136人轉移至華特迪士尼動畫工作室，卡特穆爾在2014年出版的書《創意公司》中透露，雖然皮克斯的員工對迪士尼創立七圈動畫，企圖為皮克斯的影片製作續集的決定感到不滿，但他們並未對七圈動畫的員工抱有怨恨，因為後者並未參與這一決策。
正因如此，卡特穆爾和拉塞特願意將大部分七圈動畫的員工直接編入至華特迪士尼動畫工作室。並任命安德魯·米爾斯坦（Andrew Millstein），即前七圈動畫的負責人作為華特迪士尼動畫工作室的總經理，負責處理日常業務事宜。